# 92213 Kalina
92213 Kalina è un asteroide della fascia principale. Scoperto nel 2000, presenta un'orbita caratterizzata da un semiasse maggiore pari a 3,1015139 UA e da un'eccentricità di 0,1474590, inclinata di 5,39957° rispetto all'eclittica.